# Kaige

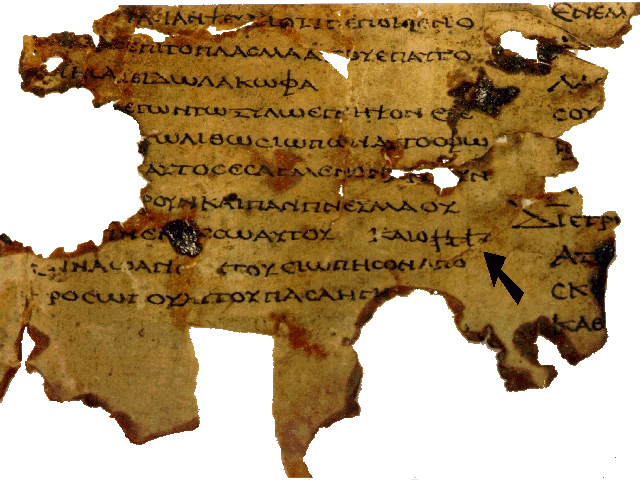
Unterer Teil der Spalte 18 (nach E. Tov) der Zwölfprophetenrolle vom Nahal Hever (8HevXII gr). Der Pfeil markiert das Tetragramm in paleo-hebräischer Schrift

Beziehungen verschiedener Manuskripte des AT untereinander
Einzelne Buchstaben stehen für Siglen besonders prominenter Handschriften: א, α', A, B, Q. Daneben stehen die Abkürzungen MT und LXX. Die svg-Grafik zeigt weitere Details, wenn sie hinreichend groß dargestellt wird. Grundlage dieses Stemma ist die Urtext-Theorie von Paul de Lagarde, wie sie in der Encyclopaedia Biblica von 1899 referiert wurde.

Die Kaige oder auch Kaige-Revision ist eine Gruppe von Revisionen zur Septuaginta. Sie wurden geschaffen, um die Übersetzung mit dem protomasoretischen Hebräisch noch besser in Einklang zu bringen. Der Name „Kaige“ rührt dabei von dem ständigen Gebrauch des altgriechisch καί γε [kai ge], deutsch ‚und eben‘ her, um das hebräisch וְגַם [wə gam] deutsch „und auch“ zu übersetzen. Die Bedeutung dieser Revisionen liegt in ihrem Status als Vorläufer für Aquila, Symmachus und Theodotion, wie auch in dem Licht, das sie auf die Quellen der Septuaginta werfen.
Die einzelnen Charakteristika der Kaige wurden zuerst von Dominique Barthélemy in Bezug auf die Zwölfprophetenrolle vom Nachal Chever beschrieben.